# Conclave de 2013
A la renúncia del papa Benet XVI, a les 8 del vespre, hora de Roma, del dia 28 de febrer de 2013, hi havia un total de dos-cents set cardenals, dels quals cent disset tenien la condició d'electors.
Aquests darrers foren convocats al conclave que s'esdevingué a la Ciutat del Vaticà del 12 al 13 de març següents. Tanmateix només n'hi acudiran cent quinze, perquè el cardenal Julius Riyadi Darmaatmadja, S.J., del títol de S. Cuore di Maria, arquebisbe emèrit de Djakarta, Indonèsia, va excusar la seva presència per motius de salut, i el cardenal Keith Michael Patrick O'Brien, del títol de Ss. Gioacchino ed Anna al Tuscolano, arquebisbe emèrit de Saint Andrews i Edimburg i primat d'Escòcia, va desistir d'assistir-hi a causa de les acusacions d'homofília desvelades dies abans de la renúncia del papa Benet XVI i que havien conduït aquest a acceptar la seva prematura dimissió del càrrec episcopal.
Entre els assistents hi havia el cardenal català Lluís Martínez i Sistach, del títol de S. Sebastiano alle Catacombe, arquebisbe de Barcelona, i el valencià Antonio Cañizares Llovera, del títol de S. Pancrazio, prefecte de la Congregació per al Culte Diví i la Disciplina dels Sagraments.
A la cinquena votació, el capvespre del segon dia de conclave, va resultar elegit papa el cardenal argentí Jorge Mario Bergoglio, S.J., cardenal prevere del títol de S. Roberto Bellarmino, arquebisbe de Buenos Aires, que prengué el nom de Francesc.

## Cardenals electors convocats
| Electors elegibles per regió el 28 de febrer del 2013 |               |
| Itàlia                                                | 28            |
| Resta d'Europa                                        | 33            |
| Amèrica del Nord                                      | 20            |
| Amèrica del Sud                                       | 13            |
| Àfrica                                                | 11            |
| Àsia                                                  | 11            |
| Oceania                                               | 1             |
| Total d'electors                                      | 117           |
| Papa sortint                                          | Benet XVI     |
| Nou papa                                              | Papa Francesc |
| Votacions                                             | 5             |

Aquesta és la relació dels cardenals electors que hi ha estat convocats, ordenats per continents i dintre de cadascun per ordre de prelació, ordre al qual pertanyen amb la titulació corresponent, i data del consistori en el qual foren creats cardenals. Finalment també s'indica llur càrrec i/o ofici en el moment de produir-se la seu vacant (noti's que aquesta circumstància fa que cessin automàticament tots els càrrecs curials, llevat del de camarlenc, del de penitenciari major, del de vicari general de Roma i del d'arxipreste de la Basílica de Sant Pere) i la bandera del país d'origen de cadascun.
Dels cardenals 4 eren cardenals bisbes (Àfrica 1; Àsia 1; Europa 2), 83 eren cardenals preveres o de títol (Àfrica 9; Amèrica 27; Àsia 10; Europa 36; Oceania 1) i 30 eren cardenals diaques (Àfrica 1; Amèrica 6; Europa 23)

### Àfrica
- Antonios Naguib, cardenal patriarca d'Alexandria dels Coptes (2010), patriarca emèrit d'Alexandria
- Polycarp Pengo, cardenal prevere de Ns. Signora de La Salette (1998), arquebisbe de Dar es Salaam
- Wilfrid Fox Napier, O.F.M., cardenal prevere de S. Francesco d'Assisi ad Acillia (2001), arquebisbe de Durban
- Peter Kodwo Appiah Turkson, cardenal prevere de S. Liborio (2003), president del Consell Pontifici Iustitia et Pax
- Gabriel Zubeir Wako, cardenal prevere de S. Atanasio in Via Tiburtina (2003), arquebisbe de Khartoum
- Anthony Olubunmi Okogie, cardenal prevere de Beata Vergine Maria del Monte Carmelo a Mostacciano (2003), arquebisbe emèrit de Lagos
- John Njue, cardenal prevere de Preziosissimo Sangue di Ns. Signore Gesú Cristo (2007), arquebisbe de Nairobi
- Théodore-Adrien Sarr, cardenal prevere de S. Lucia a Piazza d'Armi (2007), arquebisbe de Dakar
- Laurent Monsengwo Pasinya, cardenal prevere de S. Maria "Regina Pacis" in Ostia Mare (2010), arquebisbe de Kinshasa
- John Olorunfemi Onaiyekan, cardenal prevere de S. Saturnino (2012), arquebisde d'Abuja
- Robert Sarah, cardenal diaca de S. Giovanni Bosco in Via Tuscolana (2010), president del Consell Pontifici Cor Unum

### Amèrica
- Nicolás de Jesús López Rodríguez, cardenal prevere de S. Pio X alla Balduina (1991), arquebisbe de Santo Domingo
- Roger Michael Mahony, cardenal prevere de Ss. Quattro Coronati (1991), arquebisbe emèrit de Los Angeles
- Jaime Lucas Ortega y Alamino, cardenal prevere de S. Aquilia e Priscilla (1994), arquebisbe de l'Havana
- Jean-Claude Turcotte, cardenal prevere de SS. Sacramenti e Ss. Martiri Canadesi (1994), arquebisbe emèrit de Montréal
- Juan Sandoval Íñiguez, cardenal prevere de Ns. Signora di Guadalupe e S. Filippo Martire in Via Aurelia (1994), arquebisbe emèrit de Guadalajara
- Norberto Rivera Carrera, cardenal prevere de S. Francesco d'Assisi a Ripa Grande (1998), arquebisbe de Ciutat de Mèxic
- Francis George, O.M.I., cardenal prevere de S. Bartolomeo all'Isola (1998), arquebisbe de Chicago
- Juan Luis Cipriani Thorne, Opus Dei, cardenal prevere de S. Camillo de Lellis (2001), arquebisbe de Lima
- Óscar Andrés Rodríguez Maradiaga, S.D.B., cardenal prevere de S. Maria della Speranza (2001), arquebisbe de Tegucigalpa
- Jorge Mario Bergoglio, S.J., cardenal prevere de S. Roberto Bellarmino (2001), arquebisbe de Buenos Aires  Fou elegit papa amb el nom de Francesc.
- Julio Terrazas Sandoval, C.Ss.R., cardenal prevere de S. Giovanni Battista de' Rossi (2001), arquebisbe de Santa Cruz de la Sierra
- Cláudio Hummes, O.F.M., cardenal prevere de S. Antonio da Padova in Via Merulana (2001), prefecte emèrit de la Congregació per al Clergat
- Geraldo Majella Agnelo, cardenal prevere de S. Gregorio Magno alla Magliana Nuova (2001), arquebisbe emèrit de Salvador de Bahia
- Francisco Javier Errázuriz Ossa, I.Sch., cardenal prevere de S. Maria della Pace (2001), arquebisbe emèrit de Santiago de Xile
- Marc Ouellet, P.S.S., cardenal prevere de S. Maria in Traspontina (2003), prefecte de la Congregació per als Bisbes
- Justin Francis Rigali, cardenal prevere de S. Prisca (2003), arquebisbe de Filadèlfia
- Seán Patrick O'Malley, O.F.M.Cap., cardenal prevere de S. Maria della Vittoria (2006), arquebisbe de Boston
- Jorge Liberato Urosa Savino, cardenal prevere de S. Maria ai Monti (2006), arquebisbe de Caracas
- Odilo Pedro Scherer, cardenal prevere de S. Andrea al Quirinale (2007), arquebisbe de São Paulo
- Daniel Nicholas DiNardo, cardenal prevere de S. Eusebio (2007), arquebisbe de Galveston-Houston
- Francisco Robles Ortega, cardenal prevere de S. Maria della Presentazione (2007), arquebisbe de Guadalajara
- Donald William Wuerl, cardenal prevere de S. Pietro in Vincoli (2010), arquebisbe de Washington DC
- Raymundo Damasceno Assis, cardenal prevere de Maria Immacolata al Tiburtino (2010), arquebisbe d'Aparecida
- Raúl Eduardo Vela Chiriboga, cardenal prevere de S. Maria in Via (2010), arquebisbe emèrit de Quito
- Timothy Michael Dolan, cardenal prevere de Ns. Signora di Guadalupe a Monte Mario (2012), arquebisbe de Nova York
- Thomas Christopher Collins, cardenal prevere de S. Patrizio (2012), arquebisbe de Toronto
- Rubén Salazar Gómez, cardenal prevere de S. Gerardo Maiella (2012), arquebisbe de Bogotà
- William Joseph Levada, cardenal diaca de S. Maria in Dominica (2006), prefecte emèrit de la Congregació per a la Doctrina de la Fe
- Leonardo Sandri, cardenal diaca de Ss. Biagio e Carlo ai Catinari (2007) prefecte de la Congregació per a les Esglésies Orientals
- Raymond Leo Burke, cardenal diaca de Sant'Agata dei Goti (2010), prefecte del Tribunal de la Signatura Apostòlica
- João Braz de Aviz, cardenal diaca de Sant'Elena fuori Porta Prenestina (2012), prefecte de la Congregació per als Instituts de Vida Consagrada i Societats de Vida Apostòlica
- Edwin Frederick O'Brien, cardenal diaca de S. Sebastiano al Palatino (2012), Gran Mestre de l'Orde del Sant Sepulcre de Jerusalem
- James Michael Harvey, cardenal diaca de S. Pio V a Villa Carpegna (2012), arxipreste de la Basílica de Sant Pau Extramurs

### Àsia
- Béchara Boutros Raï, O.M.M., cardenal patriarca d'Antioquia dels Maronites (2012), patriarca d'Antioquia
- Julius Riyadi Darmaatmadja, S.J., cardenal prevere de S. Cuore di Maria (1994), arquebisbe emèrit de Djakarta  Absent per malaltia.
- Ivan Dias, cardenal prevere de Spirito Santo alla Ferratella (2001), prefecte emèrit de la Congregació per a l'Evangelització dels Pobles
- Telesphore Placidus Toppo, cardenal prevere de Sacro Cuore di Gesú Agonizzante a Vitinia (2003), arquebisbe de Ranchi
- Jean-Baptiste Pham Minh Mân, cardenal prevere de S. Giustino (2003), arquebisbe de Ciutat Ho Chi Minh
- Oswald Gracias, cardenal prevere de S. Paolo della Croce a Corviale (2007), arquebisbe de Bombai
- Albert Malcolm Ranjith Patabendige Don, cardenal prevere de S. Lorenzo in Lucina (2010), arquebisbe de Colombo
- George Alencherry, cardenal prevere de S. Bernardo alle Terme Diocleziane (2012), arquebisbe d'Ernakulam-Changanacherry
- John Tong Hon, cardenal prevere de Regina Apostolorum (2012), bisbe de Hong Kong
- Baselios Cleemis Thottunkal, cardenal prevere de S. Gregorio (2012), arquebisbe de Trivandrum dels Siro-Malancars
- Luis Antonio Gokin Tagle, cardenal prevere de S. Felice da Cantalice a Centocelle (2012), arquebisbe de Manila

### Europa
- Giovanni Battista Re, cardenal bisbe de Sabina-Poggio Mirteto (2001), prefecte emèrit de la Congregació per als Bisbes
- Tarcisio Bertone, S.D.B., cardenal bisbe de Frascati (2003), secretari d'estat i camarlenc de la Santa Església Romana
- Joachim Meisner, cardenal prevere de S. Pudenziana (1983), arquebisbe de Colònia
- Godfried Danneels, cardenal prevere de S. Anastasia (1983), arquebisbe emèrit de Malines-Brussel·les
- Vinko Puljić, cardenal prevere de S. Chiara a Vigna Clara (1994), arquebisbe de Sarajevo
- Christoph Schönborn, O.P., cardenal prevere de Gesú Divin Lavoratore (1998), arquebisbe de Viena
- Antonio María Rouco Varela, cardenal prevere de S. Lorenzo in Damaso (1998), arquebisbe de Madrid
- Dionigi Tettamanzi, cardenal prevere de Ss. Ambrogio e Carlo (1998), arquebisbe emèrit de Milà
- Crescenzio Sepe, cardenal prevere del títol pro illa vice de Dio Padre Misericordioso (2001), arquebisbe de Nàpols
- Zenon Grocholewski, cardenal prevere del títol pro illa vice de S. Nicola in Carcere (2001), prefecte de la Congregació per a l'Educació Catòlica
- Audris Juozas Backis, cardenal prevere de Natività di Ns. Signor Gesú Cristo in Via Gallia (2001), arquebisbe de Vílnius
- Karl Lehmann, cardenal prevere de S. Leone I Papa (2001), bisbe de Magúncia
- José da Cruz Policarpo, cardenal prevere de S. Antonio in Campo Marzio (2001), patriarca de Lisboa
- Severino Poletto, cardenal prevere de S. Giuseppe in Via Trionfale (2001), arquebisbe de Torí
- Walter Kasper, cardenal prevere del títol pro illa vice d'Ognissanti in Via Appia Nuova (2001), president emèrit del Consell Pontifici per a la Unitat dels Cristians
- Péter Erdő, cardenal prevere de S. Sabina (2003), arquebisbe d'Esztergom-Budapest
- Philippe Barbarin, cardenal prevere de Sma. Trinità al Monte Pincio (2003), arquebisbe de Lió
- Josip Bozanić, cardenal prevere de S. Giorolamo dei Croati (2003), arquebisbe de Zagreb
- Angelo Scola, cardenal prevere de Ss. XII Apostoli (2003), arquebisbe de Milà
- Keith Michael Patrick O'Brien, cardenal prevere de Ss. Gioacchino ed Anna al Tuscolano (2003), arquebisbe emèrit de Saint Andrews i Edimburg  Excusà la seva assistència per motius personals.
- Ennio Antonelli, cardenal prevere de S. Andrea delle Fratte (2003), president emèrit del Consell Pontifici de la Família
- Carlos Amigo Vallejo, O.F.M., cardenal prevere de S. Maria di Montserrato degli Spagnoli (2003), arquebisbe emèrit de Sevilla
- Antonio Cañizares Llovera, cardenal prevere de S. Pancrazio (2006), prefecte de la Congregació per al Culte Diví i la Disciplina dels Sagraments
- Jean-Pierre Ricard, cardenal prevere de S. Agostino (2006), arquebisbe de Bordeus
- Agostino Vallini, cardenal prevere del títol pro illa vice de S. Pier Damiani a Monte San Paolo (2006), vicari general de la diòcesi de Roma
- Stanislaw Dziwisz, cardenal prevere de S. Maria del Popolo (2006), arquebisbe de Cracòvia
- Carlo Caffarra, cardenal prevere de S. Giovanni Battista dei Fiorentini (2006), arquebisbe de Bolonya
- Angelo Bagnasco, cardenal prevere de Gran Madre di Dio (2007), arquebisbe de Gènova
- André Vingt-Trois, cardenal prevere de S. Luigi dei Francesi (2007), arquebisbe de París
- Seán Baptist Brady, cardenal prevere de Ss. Quirico e Giulitta (2007), arquebisbe d'Armagh
- Lluís Martínez i Sistach, cardenal prevere de S. Sebastiano alle Catacombe (2007), arquebisbe de Barcelona
- Reinhard Marx, cardenal prevere de S. Corbiniano (2010), arquebisbe de Múnic i Freising
- Kazimierz Nycz, cardenal prevere de Ss. Silvestro e Martino ai Monti (2010), arquebisbe de Varsòvia
- Paolo Romeo, cardenal prevere de S. Maria Odigitria dei Siciliani (2010), arquebisbe de Palerm
- Rainer Maria Woelki, cardenal prevere de S. Giovanni Maria Vianney (2012), arquebisbe de Berlín
- Willem Jacobus Eijk, cardenal prevere de S. Callisto (2012), arquebisbe d'Utrecht
- Giuseppe Betori, cardenal prevere de S. Marcello (2012), arquebisbe de Florència
- Dominik Jaroslav Duka, O.P., cardenal prevere de Ss. Marcellino e Pietro (2012), arquebisbe de Praga
- Jean-Louis Tauran, cardenal diaca de S. Apollinare alle Terme Neroniane-Alessandrine (2003), protodiaca, president del Consell Pontifici per al Diàleg Interreligiós
- Attilio Nicora, cardenal diaca de S. Filippo Neri in Eurosia (2003), president emèrit del Patrimoni de la Santa Seu
- Franc Rodé, C.M., cardenal diaca de S. Francesco Saverio alla Garbatella (2006), prefecte emèrit de la Congregació per al Culte Diví i la Disciplina dels Sagraments
- Stanislaw Rylko, cardenal diaca de Sacro Cuore di Cristo Re (2007), president del Consell Pontifici per als Laics
- Angelo Comastri, cardenal diaca de S. Salvatore in Lauro (2007), arxipreste de la Basílica de Sant Pere i president de la seva Fàbrica
- Giovanni Lajolo, cardenal diaca de S. Maria Liberatrice a Monte Testaccio (2007), president emèrit del govern de la Ciutat del Vaticà
- Paul Josef Cordes, cardenal diaca de S. Lorenzo in Piscibus (2007), president emèrit del Consell Pontifici Cor Unum
- Raffaele Farina, S.D.B., cardenal diaca de S. Giovanni della Pigna (2007), arxiver i bibliotecari emèrit de la Santa Seu
- Kurt Koch, cardenal diaca de Ns. Signora del Sacro Cuore (2010), president del Consell Pontifici per a la Unitat dels Cristians
- Mauro Piacenza, cardenal diaca de S. Paolo alle Tre Fontane (2010), prefecte de la Congregació per al Clergat
- Gianfranco Ravasi, cardenal diaca de S. Giorgio in Velabro (2010), president del Consell Pontifici per a la Cultura
- Angelo Amato, S.D.B., cardenal diaca de S. Maria in Aquiro (2010), prefecte de la Congregació per a les Causes dels Sants
- Velasio De Paolis, S.C., cardenal diaca de Gesù Buon Pastore alla Montagnola (2010), president emèrit de la Prefectura per als Afers Econòmics de la Santa Seu
- Paolo Sardi, cardenal diaca de S. Maria Ausiliatrice in Via Tuscolana (2010), patró del Sobirà Orde de Malta
- Francesco Monterisi, cardenal diaca de S. Paolo alla Regola (2010), arxipreste emèrit de la Basílica de Sant Pau Extramurs
- Fernando Filoni, cardenal diaca de Ns. Signora di Coromoto in S. Giovanni di Dio (2012), prefecte de la Congregació per a l'Evangelització dels Pobles
- Giuseppe Versaldi, cardenal diaca de Sacro Cuore di Gesù a Castro Pretorio (2012), president de Prefectura d'Afers Econòmics de la Santa Seu
- Domenico Calcagno, cardenal diaca de l'Anunciazione della Beata Vergine a Via Ardeatina (2012), president de l'Administració del Patrimoni de la Santa Seu
- Giuseppe Bertello, cardenal diaca de Ss. Vito, Modesto e Crescenzia (2012), president del govern de l'Estat de la Ciutat del Vaticà
- Manuel Monteiro de Castro, cardenal diaca de S. Domenico di Guzman (2012), penitenciari major
- Francesco Coccopalmerio, cardenal diaca de S. Giuseppe dei Falegnami (2012), president del Consell Pontifici per als Textos Legislatius
- Antonio Maria Vegliò, cardenal diaca de S. Cesareo in Palatio (2012), president del Consell Pontifici per a la Cura Pastoral dels Migrants i els Itinerants
- Santos Abril y Castelló, cardenal diaca de S. Ponziano (2012), arxipreste de la Pontifícia Basílica Liberiana de Santa Maria Major

### Oceania
- George Pell, cardenal prevere de S. Maria Domenica Mazzarello (2003), arquebisbe de Sydney